# Pobřeží Moskytů

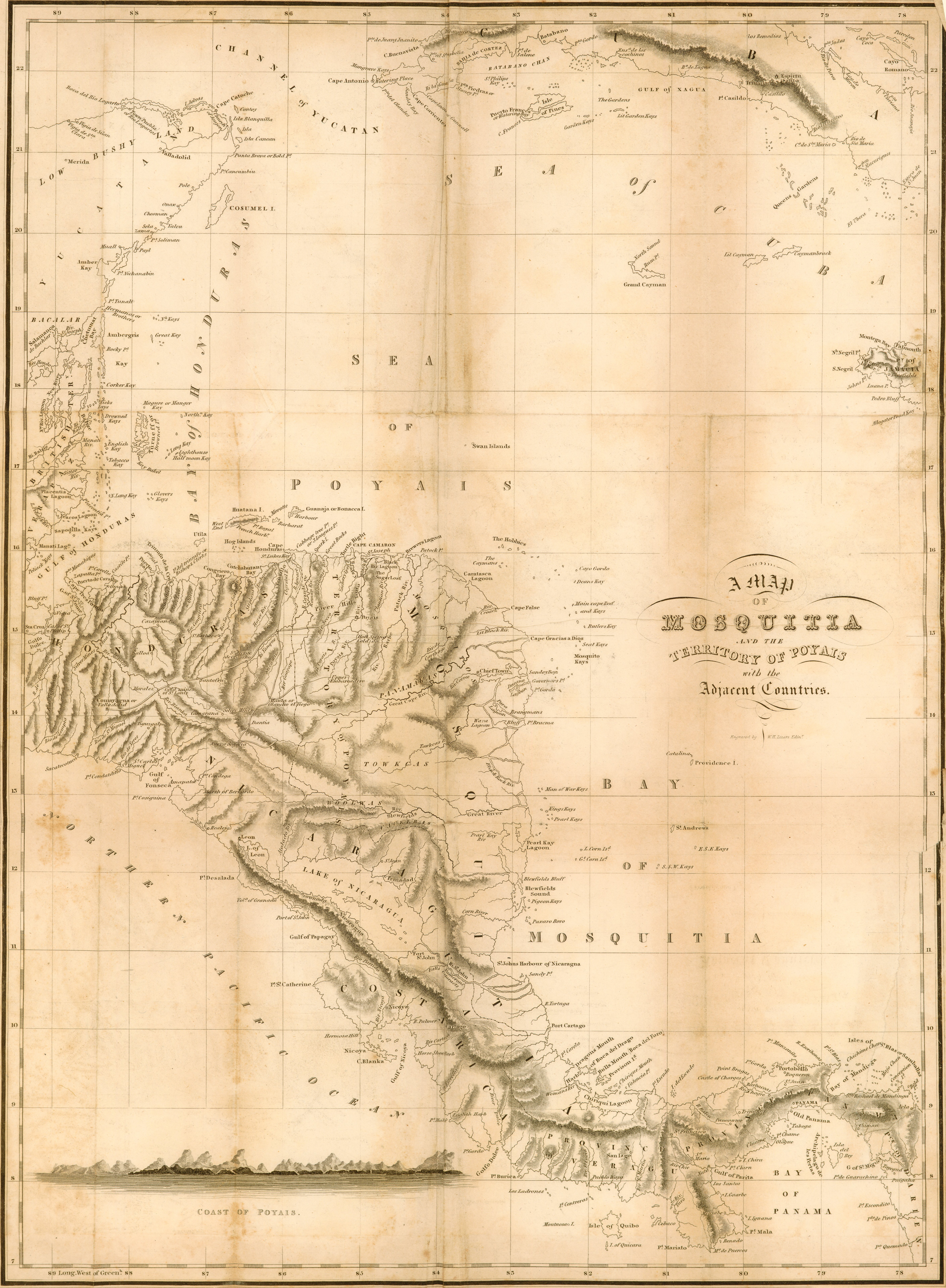
Pobřeží Moskytů

Vlajka Pobřeží Moskytů z roku 1860

Pobřeží Moskytů (též Moskytské pobřeží, španělsky Costa de Mosquitos, anglicky Mosquito Coast) je historická pobřežní oblast ve Střední Americe. Svůj název má po místním indiánském obyvatelstvu – kmenu Miskitů.

## Geografie
Pobřeží Moskytů se rozkládá na nikaragujském a honduraském pobřeží Karibského moře. Zabíhá 50 až 75 kilometrů do vnitrozemí, od severu k jihu se táhne cca 380 kilometrů mezi 11° 45’ a 14° 10’ severní šířky. Povrch je zde nížinatý porostlý tropickým deštným lesem, na pobřeží rostou mangrovové porosty. Nejvýznamnějším městem regionu je Bluefields.

## Historie
Po příchodu Evropanů na americký kontinent se o kolonizaci tohoto regionu pokoušeli jak Španělé, tak Angličané. Úspěšnější byli Angličané, kteří v polovině 17. století vyhlásili svůj protektorát nad tzv. Královstvím Moskytů. Britskou suverenitu nad územím neuznávaly Spojené státy ani Španělsko, které zde prakticky ale nikdy nemělo kontrolu a vliv. Po rozpadu španělského impéria v Americe si území nárokovaly nově vzniklé nezávislé středoamerické či jihoamerické státy.
Roku 1850 se Spojené státy americké a Spojené království dohodly, že ani jedna z těchto mocností nebude kolonizovat území Střední Ameriky. 10 let poté v roce 1860 předává Spojené království území Pobřeží Moskytů nikaragujské vládě. Ta se zavazuje udělit indiánskému obyvatelstvu širokou autonomii. Nikaragua podmínky zprvu dodržovala, pak ale indiánům odebírala různá práva a možnost samosprávy. Tento neutěšený stav vyústil v mezinárodní arbitráž v roce 1880. Po dalších 14 letech v roce 1894 bylo území zcela začleněno do Nikaraguy pod názvem Zelaya jako jeden z nikaragujských departementů. V 80. letech 20. století se departement rozdělil na 2 autonomní kraje Región Autónoma del Atlántico Norte a Región Autónoma del Atlántico Sur.

## V kultuře
Pobřeží moskytů se vyskytuje ve stejnojmenném americkém filmu režiséra Petera Weira z roku 1986, v němž ztvárnil hlavní roli Harrison Ford.